# La Bottega di Musica e Parole
La Bottega di Musica e Parole è un gruppo musicale rock italiano.

## Carriera

### Gli esordi e il premio SIAE
Nel 2004 il gruppo è nato in provincia di Torino, a Cumiana, dall'incontro del cantautore Roberto Briscese con l'autore Davide Grosso. A seguito delle prime esibizioni e dopo la formazione di una band stabile il gruppo ha assunto il nome "La Bottega di Musica e Parole".
Il gruppo ha partecipato al concorso nazionale “Senza Etichetta” tenuto dalla città di Cirié, con la canzone L'uomo che non sa tornare conseguendo la vittoria del "Premio SIAE al Migliore Autore" consegnato al gruppo dal maestro Mogol.

### Il primo album e il contratto con la Warner
Nel 2009 il gruppo ha pubblicato il primo album dal titolo Esterno buio, un disco di otto brani con sonorità rock, folk e testi ispirati alla tradizione cantautorale italiana.
Nel luglio 2009 la band si è esibita con i Lou Dalfin.
Nel marzo dell'anno successivo La Bottega di Musica e Parole ha firmato un contratto editoriale con la major discografica Warner Chappell Music Italiana, che ha acquisito così i diritti d'autore del primo album occupandosi della distribuzione dello stesso.
Nel maggio dello stesso anno il gruppo ha presentato il videoclip del singolo L'anno del temporale con la regia di Matteo Berardini.
Nel giugno 2010 il singolo L'uomo che non sa tornare è stato in rotazione radiofonica su alcune radio nazionali.

### L'attività concertistica e il debutto a teatro

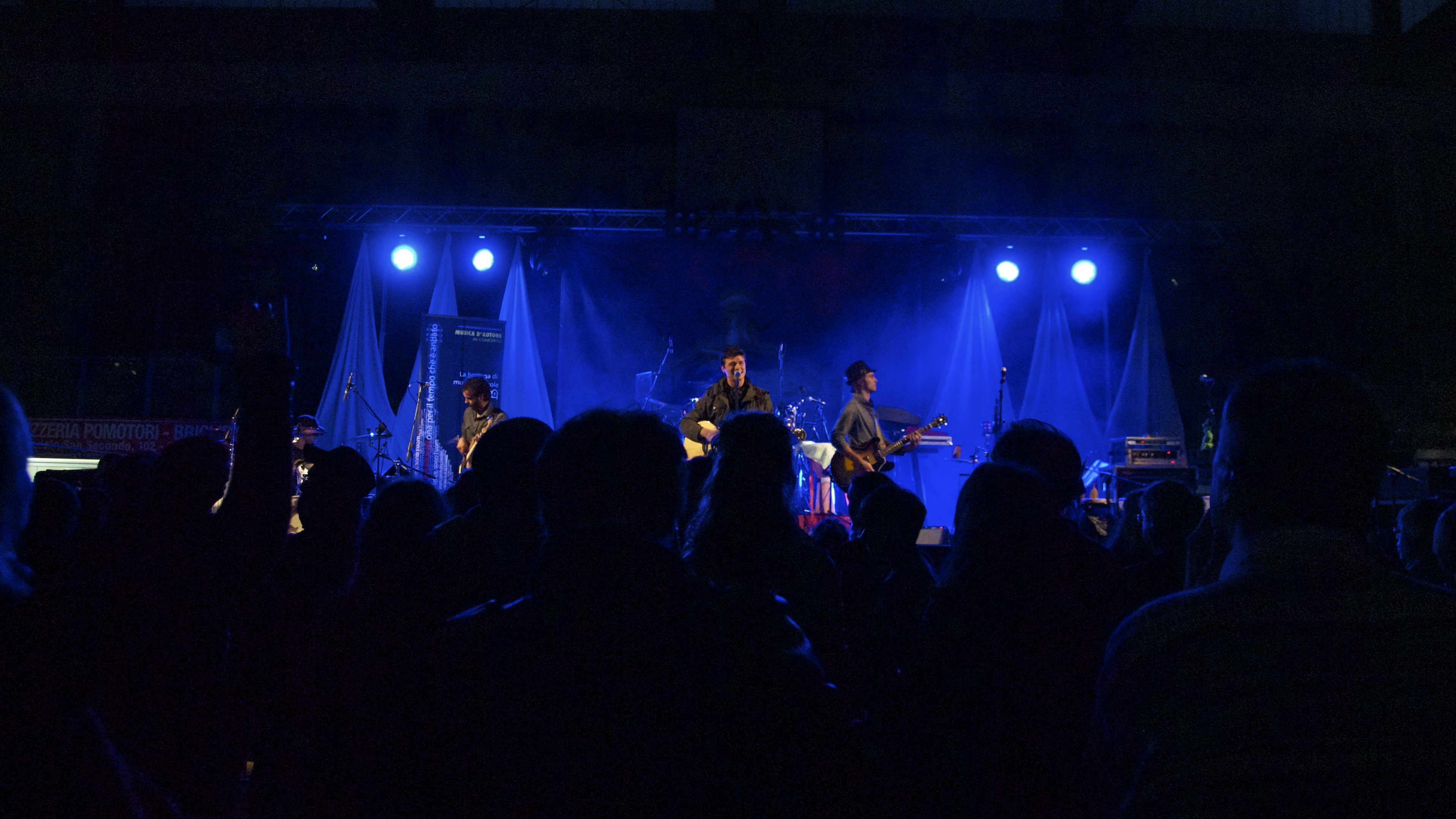
La bottega di Musica e Parole in concerto nell'estate 2011.

Nel 2010 il gruppo si è esibito con i Modena City Ramblers.
Nel 2010 la band si è esibita a Cumiana, in memoria dell'eccidio che ha avuto luogo nel paese nel 1944 con la canzone Ai Martiri: Cumiana, in occasione del 150º anniversario dell'Unità d'Italia.
Nel settembre 2010 il gruppo si è esibito con il duo comico “Panpers”, artisti della trasmissione Colorado Cafè di Italia 1.
Nel 2011 in collaborazione con lo storico Gianni Oliva, il giornalista Darwin Pastorin e con la partecipazione dell'attrice Debora Milone il gruppo ha realizzato uno spettacolo teatrale dal nome “1961-2011: 50 anni portati bene”, che racconta la seconda metà del Novecento.
Nel corso del 2011 e 2012 lo spettacolo è andato in scena in alcuni teatri torinesi e presso il Salone internazionale del libro di Torino (maggio 2011).

### Il secondo album:E lo chiamano amore
Nel maggio 2012 La Bottega di Musica e Parole ha pubblicato il secondo album E lo chiamano amore edito anch'esso da Warner Chappell Music Italiana.

## Formazione
- Roberto Briscese - voce, chitarra, armonica, testi
- Davide Grosso - testi e coordinamento artistico
- Marco Oggianu - basso
- Dario Berlucchi - chitarre
- Alessandro Galletto - batteria
- Cesare Rivetto - percussioni
- Simone Zoja - pianoforte, fisarmonica e arrangiamenti

## Discografia

### Album studio
- 2009 - Esterno buio (Warner Chappell Music Italiana)
- 2012 - E lo chiamano amore (Warner Chappell Music Italiana)

### Singoli
- 2009 - L'anno del temporale (Warner Chappell Music Italiana)
- 2012 - E lo chiamano amore (Warner Chappell Music Italiana)